# Метод індивідуальних оцінок страхового ризику
Методи індивідуальних оцінок страхового ризику — це спосіб прогнозування та оцінки майбутніх результатів дій на основі прогнозів фахівців.
Страховий ризик — певна подія, на випадок якої проводиться страхування і яка має ознаки ймовірності та випадковості настання.
У міжнародній страховій практиці використовуються всіляки методи оцінки ризику:
- метод індивідуальних оцінок,
- метод середніх величин,
- метод процентів.[1]

## Зміст
Експертна оцінка рівня ризику — це не рішення, а лише корисна інформація, що допомагає вибрати обґрунтоване рішення. Ухвалювати рішення про рівень ризику на основі своїх переваг може тільки менеджер з ризику, який несе за це відповідальність.
У процесі традиційних експертних процедур вирішують такі завдання:
- прогнозування можливого розвитку подій;
- виявлення причин і джерел ризику, оцінка ймовірності настання ризикової події;
- аналіз рультатів досліджень інших експертів;
- розробка сценаріїв дій з нейтралізації ризику.[2]

## Цілі методу
- прогнозування ходу розвитку подій і явищ у майбутньому, а також оцінка їх у сьогоденні. Стосовно до аналізу й оцінки ризику це виявлення джерел і причин ризику, прогнозування дій конкурентів, установлення всіх можливих ризиків, оцінка ймовірності ризикових подій, призначення коефіцієнтів відносної важливості значимості наслідку і ранжирування ризиків, виявлення шляхів зниження ризику тощо;
- аналіз і узагальнення результатів, представлених іншими експертами;
- складання сценаріїв дій;
- видача висновків іншим фахівцям і організаціям (рецензії, відгуки, експертизи тощо). [3]

## Застосування
Метод індивідуальних оцінок застосовується лише щодо ризиків, які неможливо зіставити з середнім типом ризику. Страховик робить довільну оцінку, що відображає його професійний досвід і суб'єктивний погляд. Впровадження досягнень науково-технічної революції в різні галузі промисловості і сільського господарства, створення великомасштабних об'єктів з високою вартістю і унікальністю технологій все більше роблять необхідним використання цього методу при укладанні договорів страхування.
Історично першим виник метод експертної оцінки ризику. Цей метод базується на суб'єктивній оцінці розмірів можливих фінансових результатів окремих експертів (консультантів, спеціалістів з окремих питань). Застосовується цей метод тоді, коли неможливо отримати необхідний масив статистичної інформації з певних причин, або немає аналогів такого розвитку подій. Особливістю методу експертних оцінок є відсутність математичного підтвердження оптимальності рішень. Головною умовою досконалої експертної оцінки є виключення взаємного впливу експертів один на одного (так звана  дельфійська процедура).

## Приклад
Виділяють типи групових процедур здійснення індивідуального методу оцінювання:
1. Відкрите обговорення поставлених питань з наступним відкритим чи закритим голосуванням;
2. Вільне висловлення без обговорення і голосування;
3. Закрите обговорення з наступним закритим голосуванням чи заповненням анкет експертного опитування.

Для проведення анкетного опитування складається оцінювальний лист та шкала оцінки. При цьому обов'язково окрім, самого ризику або ймовірності появи ризикової ситуації, передбачається оцінка ваги впливу кожного фактора на показники ризику.
| Подія                        | Вага | Оцінка ризику | Підсумкова оцінка |
| ---------------------------- | ---- | ------------- | ----------------- |
| Порушення графіку поставки   | 3    | 2             | 6                 |
| Порушення обсягу поставки    | 1    | 2             | 2                 |
| Поставка неякісної продукції | 2    | 3             | 6                 |
| Інші ризики                  | 2    | 2             | 4                 |

У даному прикладі пропонується трьохбальна шкала визначення ваги події (дії, операції):
3 бали - високий ступінь впливу події на економічний стан (організацію діяльності) підприємства;
2 бали - середній ступінь впливу події на економічний стан (організацію діяльності) підприємства;
1 бал - низький ступінь впливу події на економічний стан (організацію діяльності) підприємства.
Шкала оцінки ризику може відповідати емпіричній шкалі оцінки ризику:
5 балів - критичний ризик (0,81 - 1);
4 бали - максимальний ризик (0,61 - 0,8);
3 бали - високий ризик (0,41 - 0,6);
2 бали - нормальний ризик (0,31 - 0,4);
1 бал - малий ризик (0 - 0,3).  

## Див. Також
- Дельфійський метод
- Метод експертних оцінок
- Метод середніх величин
- Перестрахування як спосіб управління ризиком

## Список використаних джерел
1. ↑  Теорія економічного аналізу Купалова Г. І.[недоступне посилання з липня 2019]
2. ↑  Фисун В. І. — Страхування[недоступне посилання з липня 2019]
3. 1 2  господарських рішень та оцінювання ризиків - Донець Л.І.[недоступне посилання з липня 2019]
4. ↑  Страхова справа — Вовчак О. Д.[недоступне посилання з липня 2019]